# Pteroptyx similis
Pteroptyx similis là một loài bọ cánh cứng trong họ Đom đóm (Lampyridae). Loài này được Ballantyne miêu tả khoa học năm 2001.